# Кримська група Армії УНР
Кримська група Армії УНР — група військ Армії УНР.

## Історія
Група була сформована у квітні 1918 року з частин Запорізького Корпусу відповідно до наказу військового міністра УНР О. Жуковського від 10 квітня 1918 року. Командувачем групи призначено полковника П. Болбочана.
Перед Кримською групою було поставлено завдання звільнити Крим від більшовицьких військ і захопити бази Чорноморського військового флоту.

## Склад
До складу Кримської групи входили 2-й Запорізький піхотний полк, 1-й Запорізький ім. кошового К. Гордієнка полк кінних гайдамаків, Запорізький Кінногірський гарматний дивізіон (під командуванням полковника Олекси Алмазіва), інженерний курінь, чотири артилерійські батареї, дивізіон броневиків і два бронепотяги.

## Військові дії

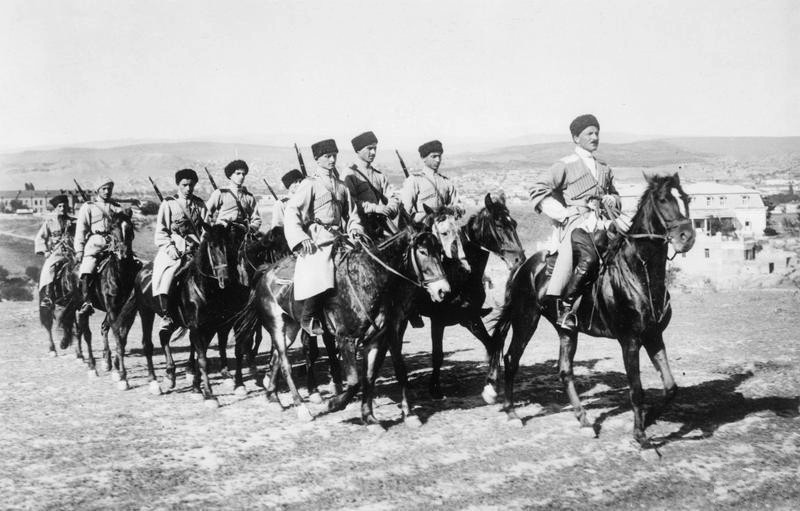
Козацький загін, 1918 рік

11 березня 1918 року війська Кримської групи розпочали наступ з району Харкова. Після розгрому більшовицьких частин під Лозовою українські війська зайняли 13 квітня станцію Сінельниково і 14 квітня після короткого бою спільно з Легіоном Січових Стрільців під командуванням В. Габсбурга — Олександрівськ (тепер — Запоріжжя).
18 квітня передові частини Кримської групи вже вели кровопролитні бої за Мелітополь і незабаром захопили місто.
У ніч з 21 на 22 квітня частини 2-го Запорізького полку прорвали лінію сивашських укріплень та вийшли в тил більшовицьким військам. Переборюючи запеклий опір ворога, українські війська 22 квітня визволили Джанкой.
24 квітня Перший Запорізький полк кінних гайдамаків під командуванням генерала Всеволода Петріва визволив Сімферополь і того ж дня при підтримці татарських добровольців — Бахчисарай.
Подальший наступ українських частин у Криму під тиском німецького командування було зупинено. Завершення звільнення Криму від більшовиків провели німецькі війська, командування яких розраховувало захопити Чорноморський флот. У травні 1918 року український уряд, виконуючи умови Берестейського миру, видав наказ про виведення підрозділів Армії УНР з Кримського півострова в район Мелітополя.